# 중급관리직
중급관리직, 미들 매니지먼트(middle management)는 고위 관리직에 종속된 계층 조직에서 중간에 위치한 경영직이다.
화이트 칼라의 상층부분은 기업내 지위에 있어서는 중급관리자로서의 지위를 점하고 있다. 그들이 종사하는 노동은 단순한 상업노동이 아니라 경영보조노동이라고 규정할 만한 것이다. 그들은 부문별로 보면 기획·조사 등의 스태프(staff)적인 경영보조부문에 집중하고 있지만 구매·판매·경리 등의 부문에 있어서도 경영보조적 역할을 하고 있다. 생산과정에 있어서 기술노동자의 상층도 생산노동자의 관리·감독이라는 경영보조노동에 종사하고 있다. 이들 상층 화이트 칼라는 요컨대 자본의 이윤획득행위를 보조하는 입장에 있기 때문에, 하층 화이트 칼라와 이해를 달리하고 그들과 적대관계에 있기 쉽다. 외견상으로는 양자는 연속된 계층처럼 보이나 기능적으로는 감독자와 피감독자로 내부분열되어 있다. 따라서 미들 매니저는 그만큼 중간층 의식이 강하고 프티 부르주아지적(소시민·소자본가적) 성격이 짙다.